# Salon du jouet de New York
Le Salon du jouet de New York ou American International Toy Fair (stylisée TOY FAIR) est une convention annuelle de l'industrie du jouet organisé à la mi-février, dans la ville de New York prenant place au Jacob K. Javits Convention Center et dans différentes salles d'exposition de la ville. L'événement est réservé exclusivement aux professionnels de la branche du jouet, aux représentants de la presse ainsi qu’aux sociétés invitées. L’organisation du salon est à la charge de la Toy Industry Association. Les organisateurs du salon le décrivent comme le plus grand salon du jouet de l'hémisphère Occidental.
Ce salon a lieu quelques jours après le Salon du jouet de Nuremberg.

## L'histoire
Le salon du jouet de New York a commencé en février 1903 et ne compatit qu'une dizaine d'entreprises du jouet avec les trains Lionel  parmi les produits en vedette.
Petit à petit l'événement s'est agrandi et plus d'espace a été nécessaire, ce qui a conduit les entreprises de jeux à occuper en 1910 le site d'un ancien hôtel, au 200 de la Cinquième Avenue.
En 1925, la convention est renommée  International Toy Center.
La première poupée Barbie a été présentée à l'American International Toy Fair le 9 mars 1959 par sa créatrice Ruth Handler.
La 110e convention annuelle du jouet s'est tenue du 10 au 13 février 2013, et a attiré plus de 1 500 fabricants, distributeurs, importateurs et les agents de vente de 30 pays sur plus de 300 000 pieds carrés (27 871 m2). Près de 9 500 acheteurs de plus de 5.000 points de vente sont venus à la convention. Dans l'ensemble, il y avait quelque 30 000 participants provenant de 92 pays.

## Lieux

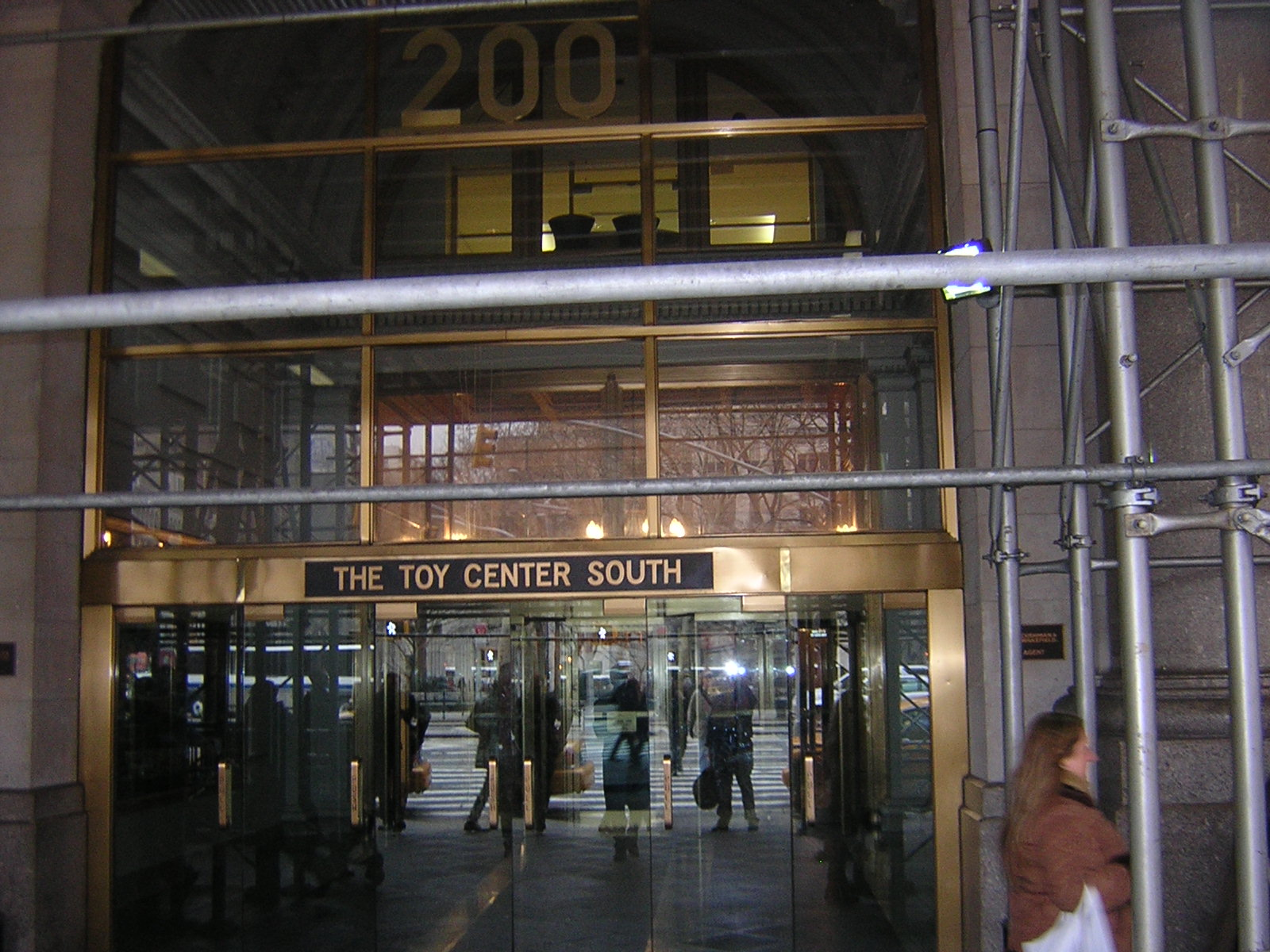
Le Toy Center South du 200 Cinquième Avenue

Le Jacob K. Javits Convention Center permet d'accueillir les démonstrations et les stands d'exposition au sein d'une immense salle de convention tandis que les différents espaces du district du jeu permettent aux acheteurs de rencontrer les commerciaux des grands fabricants de jouets dans un cadre plus calme. 
- sur la Cinquième avenue, entre les 23e rue et 24e Rue
- 1107 Broadway au 24e rue
- 230 Cinquième Avenue, entre les 26e et 27e rue
- 1115 Broadway au 25e Rue

Chaque bâtiment contient des petites salles d'exposition de nombreux fabricants et ils sont reliés entre eux par passages aux étages. Les produits présentés comprennent des lignes actuelles ainsi que des échantillons de produits pas encore sortis ou en cours de développement. De nombreux fabricants mettent en scène des réceptions ou des événements antérieurs à la foire pour les invités, des acheteurs, des représentants des médias, ou des dignitaires.

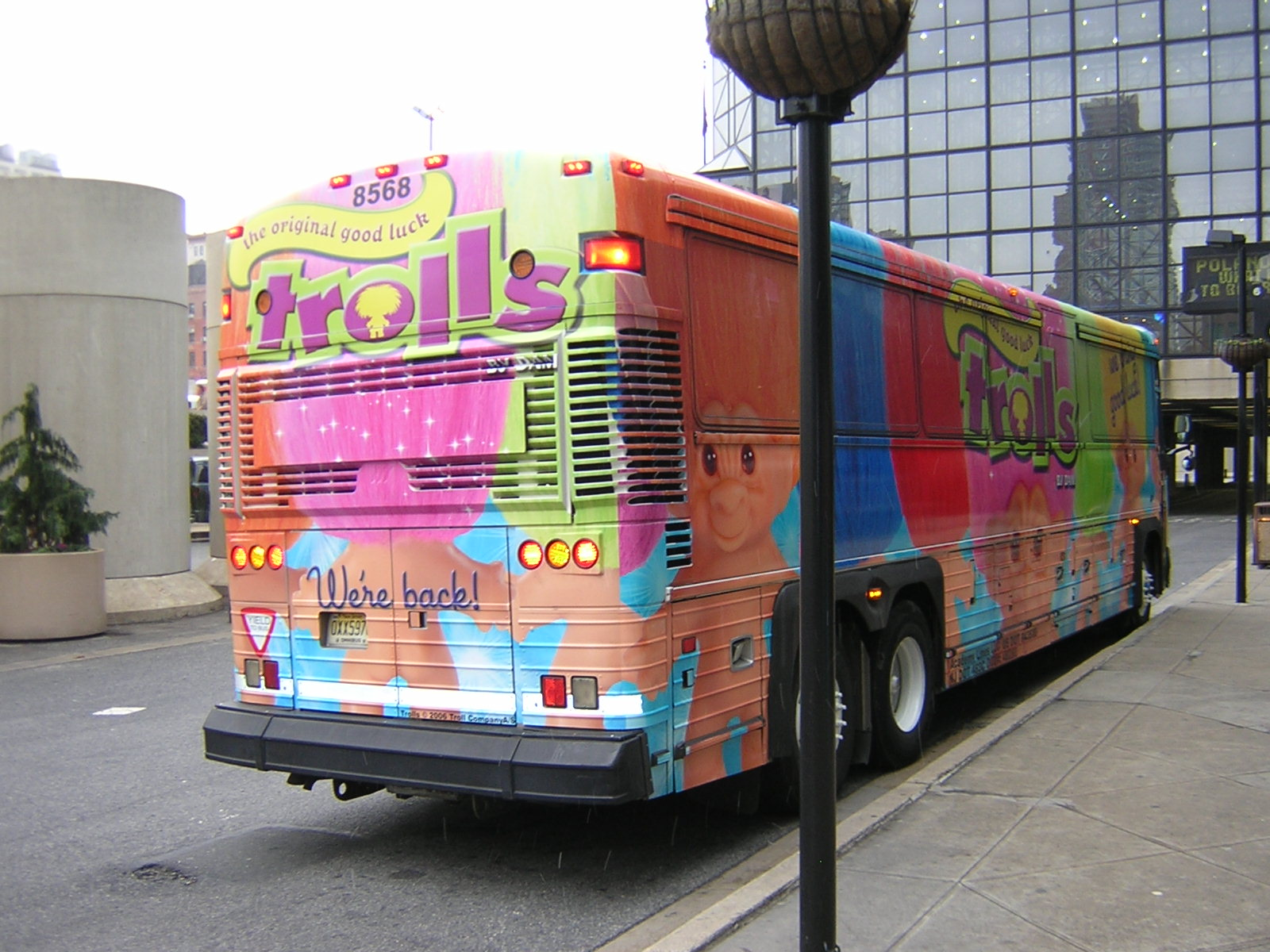
Les Trolls (jouet) décoré de bus